# Gmina Glamsbjerg
Gmina Glamsbjerg (duń. Glamsbjerg Kommune) - istniejąca w latach 1970-2006 gmina w Danii w  okręgu Fionii (Fyns Amt).
Siedzibą władz gminy było miasto Glamsbjerg.
Gmina Glamsbjerg została utworzona 1 kwietnia 1970 na mocy reformy podziału administracyjnego Danii. Po kolejnej reformie administracyjnej w roku 2007 weszła w skład nowej gminy Assens.

## Dane liczbowe
- Liczba ludności: (♀ 2946 + ♂ 2927) = 5873
  - wiek 0-6: 8,2%
  - wiek 7-16: 14,3%
  - wiek 17-66: 62,6%
  - wiek 67+: 14,9%
- zagęszczenie ludności: 64,5 osób/km² (2004)
- bezrobocie: 3,8% osób w wieku 17-66 lat
- cudzoziemcy z UE, Skandynawii i USA: 107 na 10 000 osób
- cudzoziemcy z krajów Trzeciego Świata: 66 na 10 000 osób
- liczba szkół podstawowych: 4 (liczba klas: 40)